# Sở học chánh Portland (Oregon)
Sở học chánh Portland (Portland Public Schools, PPS) là một học khu nằm trong thành phố Portland, Oregon, Hoa Kỳ. Đây là học khu lớn nhất trong tiểu bang Oregon, và trong vùng Tây Bắc Thái Bình Dương. Đây là một học khu có các lớp từ tiền mẫu giáo đến lớp 12 với tổng số khoảng 47.000 học sinh theo học tại học khu này. Có 85 trường học và 50 cơ sở tiện ích đặc biệt nằm trong học khu này.

## Lịch sử
Các trường công lập đầu tiên tại Portland là một ngôi trường giảng dạy bởi John T. Outhouse từ 15 tháng 12 năm 1851 cho đến tháng 3 năm 1853, khi Abigail M. Clarke đã bắt đầu giảng dạy., Outhouse nhận được $ 100 mỗi tháng để giảng dạy, nhưng phải bổ sung thu nhập của mình bằng cách dọn dẹp các gốc cây sót khỏi các đường phố và làm việc trên các bến cảng. Trường được tài trợ tài chính bởi một đạo luật vào năm 1849 và một trường học thứ hai mở cửa vào tháng 11 năm 1852, đã bị đóng cửa vào tháng 8 năm 1853. 
Hai học khu đã được tổ chức tại cuộc họp ngày 18 tháng 12 năm 1854, với một hội đồng nhà trường có Thomas Frazier, William S. Ladd, và Shubrick Norris. Các học khu được đặt tên là học khu số 1 và học khu số 2, nhưng đã được sáp nhập vào ngày 31 tháng 3 năm 1856 vào một học khu số 1 duy nhất.
Học khu số 1 đã mở một trường học vào mùa thu năm 1855, có lẽ thay thế các trường học bắt đầu bởi Outhouse và Clarke. Ngôi trường này được do Sylvester Pennoyer làm hiệu trưởng và đóng cửa trong sáu tháng, do các quỹ đã cạn kiệt. Năm 1858, một ngôi trường mới được xây dựng, tài trợ bằng cách hủy bỏ trường học trong một năm. Trường đã tọa lạc ở vị trí thứ sáu và Morrison đặt tên là trường Trung tâm. Vị trí trường học Trung tâm sau đó đã bị chiếm bởi khách sạn Portland và ngày nay là quảng trường tòa án Pioneer. Một trường trung học, trường trung học Portland, đã được mở cửa vào năm 1869, và một chương trình đêm trường được tạo ra tại trường trung học vào năm 1889,